# Acordo de Charaña
O Acordo de Charaña, também conhecido como Ata de Charaña ou Abraço de Charaña, refere-se a ata assinada no encontro entre os ditadores da Bolívia e do Chile, os generais Hugo Banzer e Augusto Pinochet, respectivamente, realizado na estação ferroviária boliviana de Charaña em 8 de fevereiro de 1975.
Este acordo permitiu o restabelecimento das relações diplomáticas boliviano-chilenas, rompidas em 1962, e o projeto de uma proposta para resolver a mediterraneidade da Bolívia, originada após a derrota do referido país na Guerra do Pacífico e a posterior assinatura do Tratado de Paz e Amizade de 1904.
A ditadura militar chilena propôs, mediante a uma troca territorial, a transferência de uma faixa de terra ao longo da sua fronteira norte com o Peru, entre o Oceano Pacífico e a fronteira com a Bolívia. No entanto, a fórmula foi contestada pelo governo peruano liderado pelo ditador Francisco Morales Bermúdez; os acordos assinados entre a Bolívia e o Chile foram dissolvidos e as relações entre os dois países foram rompidas em 1978,  sem implementar nenhuma das propostas originais.
A disputa territorial culminaria posteriormente em uma ação movida pela Bolívia perante o Tribunal Internacional de Justiça de Haia contra o Chile, que foi vencida pelo Chile em 2018.